# Istituto nazionale per la fauna selvatica
L'Istituto nazionale per la fauna selvatica, in acronimo INFS, è stato un ente pubblico di ricerca italiano sottoposto alla vigilanza della Presidenza del Consiglio dei ministri e consulente dello Stato in materia di conservazione della fauna selvatica e dei relativi habitat.

## Storia
Fu fondato nel 1933 come Laboratorio di zoologia applicata alla caccia e fu ribattezzato nel 1977 in Istituto nazionale di biologia della selvaggina Alessandro Ghigi e poi nuovamente nel 1992 in Istituto nazionale per la fauna selvatica.
Nell'ambito della riforma del 2008 è stato soppresso e sostituito dall'Istituto superiore per la protezione e la ricerca ambientale (ISPRA), operativo dal 2010.